# Tala är guld
Tala är guld är en kommunikationsbok av Elizabeth Gummesson. Boken utgavs av Forum 2011. Elizabeth Gummesson har också skrivit Good enough och Svartsjukeakuten.